# Оскар Меркт
Оскар Меркт (нім. Oskar Merkt, 19 січня 1894, Базель — 30 січня 1982, Берн) — швейцарський футболіст, що грав на позиції нападника. Відомий виступами за «Олд Бойз», «Серветт», а також національну збірну Швейцарії.

## Клубна кар'єра
Грав за клуб «Олд Бойз» з міста Базель. В той час чемпіонат Швейцарії проводився за таким регламентом: команди були поділені на три групи за географічним принципом — Захід, Центр і Схід, а у фінальному турнірі грали лише переможці цих груп. «Олд Бойз» грав у дивізіоні Центр. В 1913 році команда виграла свою лігу і вийшла у фінальний турнір, де стала другою після «Лозанни».
В сезоні 1916/17 став гравцем клубу «Серветт» з Женеви, що був одним з лідерів Західної ліги. В 1918 році «Серветт» виграв свій другій у історії титул чемпіона Швейцарії, впевнено обігравши у фінальному турнірі «Янг Бойз» (4:2) і «Санкт-Галлен» (4:0). 
Меркт грав за «Серветт» також у двох наступних сезонах, в яких командах вигравала Західну групу, але в фінальному турнірі не змогла повторити успіх 1918 року. В 1919 році клуб з Женеви посів друге місце, зігравши 0:0 з «Вінтертуром» і програвши «Ла Шо-де-Фон» з рахунком 2:3. В 1920 році «Серветт» переміг «Грассгоппер» (2:1), програв «Янг Бойзу» (0:4) і знову став срібним призером. 
В сезоні 1920-21 знову грав за «Олд Бойз». Грав за команду щонайменше до сезону 1923-24.

## Виступи за збірну
В складі національної збірної Швейцарії грав з 1913 по 1922 рік. Провів у її формі загалом 9 матчів і забив 5 голів. 

## Титули і досягнення
- Чемпіон Швейцарії (1):

«Серветт»: 1917—1918
- Срібний призер Чемпіонату Швейцарії (3):

«Олд Бойз»: 1912—1913
«Серветт»: 1918—1919, 1919—1920